# Amb les nostres mans
Amb les nostres mans és un mural pintat a una paret mitgera de la plaça del Doctor Matias Guiu, al barri de la Teixonera de Barcelona. Obra de l'artista Roc Blackblock, reivindica la història de l'autoconstrucció d'habitatges als barris de Sant Genís i la Teixonera. Es va inaugurar el 25 de setembre de 2019, en una actuació del Pla de Barris. Pintat en colors terrosos, ocupa una superfície de prop de 400 m² que representa una família construint el seu edifici. Està basat en una filmació amateur que va fer Anselmo Sánchez de la seva pròpia família. A més de ser un homenatge als veïns que van aixecar el barri amb les seves mans, trenca els estereotips de gènere representant dues dones que aixequen el material per a l'obra i un home amb un nen en braços.